# Big Country
Big Country (с англ. — «Большая страна») — рок-группа из города Данфермлин, графство Файф, Шотландия, популярная в начале и середине 1980-х годов. Для группы характерна музыка с сильным акцентом на традиционный шотландский народный и боевой стиль; их гитарный звук напоминает волынки, фидлы и другие традиционные народные инструменты.

## История группы

### Предыстория
Big Country считалась в начале 80-х годов одной из наиболее своеобразных и многообещающих новых групп британской рок-сцены.
В каноническом виде состояла из следующих музыкантов: Стюарт Адамсон (ранее входил в состав The Skids, вокал, гитара, клавишные), Брюс Уотсон (гитара, мандолина, ситар, вокал), Тони Батлер (бас-гитара/вокал) и Марк Бжезицкий (ударные, перкуссия, вокал).
После распада The Skids Стюарт Адамсон прослушал Клайва Паркера в репетиционном зале группы The Members в Лондоне и пригласил на следующий день прийти на демозапись для фирмы CBS. В студию пришли Адамсон, Паркер и Уотсон; Дэйв Аллен из Gang of Four не принял приглашение стать бас-гитаристом группы.
Начался период репетиций в течение восьми месяцев в заброшенном мебельном магазине.
Кульминацией стал успешный концерт в Данфермлине (играли в своем городе, в основном, перед поклонниками группы The Skids), затем последовало интервью на шотландском филиале радио BBC. Следующий шаг — выступления с Элисом Купером во время его тура «Силы особого назначения» (1982).
Группа «всплыла из глубин» с замысловатыми пассажами на клавишных инструментах, которые вряд ли могли прийтись по вкусу публике, пришедшей послушать «забойный» хэви-метал. В результате администраторы отказались от их услуг после двух концертов в Бирмингеме.
Менеджмент предъявил ультиматум Адамсону — уволить Паркера и Уишэрта.. Менеджер Иэн Грант пригласил Бжезицкого и Батлера  и классический состав был сформирован.
Хотя никто из участников группы не родился в Шотландии, музыка Big Country была насыщена кельтскими мотивами. Адамсон, однако, вырос в Данфермлине и его семья была шотландского происхождения — поэтому у него был заметный шотландский акцент.

### Успех группы: альбом The Crossing
Первым синглом стал «Harvest Home» (Праздник урожая), записанный и выпущенный осенью 1982 года. Результат был не очень впечатляющим — 91-я строка в британском чарте. Однако Big Country получили возможность открывать выступления группы The Jam. Следующий сингл «Fields Of Fire (400 Miles)» (1983) попал в топ-10 британского хит-парада; за ним сразу же последовал альбом The Crossing (Распутье). Альбом стал хитом в США (топ-20 журнала Billboard); его успеху способствовала песня «In a Big Country», их единственный хит, вошедший в американский топ-40. Песня примечательна тем, что  Адамсону и Уотсону удалось добиться изменения высоты звука гитар, так что они зазвучали как волынки. Было продано более одного миллиона экземпляров альбома в Великобритании и он получил статус «золотого диска». Группа выступила на церемонии вручения премии Грэмми и на шоу Saturday Night Live.

### Дальнейшая работа: 80-е годы
В 1984 году Big Country выпустили мини-альбом «Wonderland» (эта заглавная композиция считается одной из лучших работ группы) и отправились в продолжительный гастрольный тур. Сингл добрался до восьмого места в чарте Великобритании и всего лишь до 86-й строки чарта Billboard Hot 100 в США, несмотря на позитивную реакцию музыкальных критиков. Это было последним появлением сингла Big Country в чартах США.
Второй студийный альбом коллектива — Steeltown (1984) — стал хитом чуть ли не в день выхода, взлетев на самую вершину британского чарта. Steeltown содержит три сингла, вошедших в топ-30. Музыкальные критики по обе стороны Атлантики положительно отзывались об этой работе, но так же, как и Wonderland она стала разочарованием в смысле количества продаж в США(70-е место в Billboard album charts). На протяжении 1984 и 1985 Big Country гастролировала по Великобритании и, значительно меньше, по Соединённым Штатам как основная группа или открывая выступления других исполнителей. Не менее напряжённо проходила работа и в студии: Big Country записала музыку к фильму шотландского производства Restless Natives (1985), которая была выпущена многие годы спустя на компакт-диске Restless Natives and Rarities (1998) .
Спустя два года на суд слушателей был предложен третий студийный альбом, —The Seer (Ясновидящая), — ставший большим успехом группы в Великобритании (2-е место в чарте альбомов). Титульная композиция была записана при участии Кейт Буш. Альбом The Seer генерировал три сингла, вошедших в британский топ-30; сингл «Look Away» стал хитом номер один в Ирландии (7-е место в Великобритании). Музыкальные критики были как всегда благодушно настроены, и в их рецензиях отзывы о «Look Away» были самыми позитивными. За океаном диск продавался немного лучше, чем предыдущий (59-е место в «Биллборде»).
Для записи следующей работы — Peace in Our Time (1988) — музыканты пригласили продюсера Питера Вулфа, с целью поддержания популярности Big Country на должном уровне в Соединённых Штатах. Альбом был записан в Лос-Анджелесе. Он хорошо раскупался в Великобритании (9-е место), но не в США. Во время гастрольного тура «Peace In Our Time» Big Country выступали в качестве основной группы вместе с Diesel Park West и Cry Before Dawn. Группа Big Country выступила также и в Советском Союзе в рамках этого гастрольного тура.

### 90-е годы
Первый альбом Big Country, вышедший в следующем десятилетии — No Place Like Home  (1991) — не только не принёс желаемого успеха в Америке, но чуть было не поставил под вопрос существование самой группы. Барабанщик Марк Бжезицкий ушёл из коллектива во время гастрольного тура по США и снова стал сессионным музыкантом. В этой слишком усердной работе, напоминающий по звучанию музыкальный материал Bon Jovi или Брайана Адамса, отразилось желание музыкантов отказаться от наследия 80-х и заново пересоздать стиль и образ группы. В 1991 коллектив покинул звукозаписывающую фирму Phonogram , на которой выходил весь их предыдущий материал в течение десяти лет, и перешёл на лейбл звукозаписи Cumpulsion. После этого Big Country, уйдя в нижний эшелон чартов Великобритании и Европы, практически потеряли свою значимость. Только один альбом —The Buffalo Skinners (1993) — был выпущен при посредстве так называемого «мейджор-лейбла» — Chrysalis Records. Это было своего рода возвращением в форму, когда альбом достиг 25-го места в чарте Великобритании и получил на удивление тёплый прием у музыкальных критиков. И, хотя слушателям было предложено два сингла («Alone» и «Ships», оба топ-30), сам альбом раскупался вяло. Таким образом группой был упущен последний шанс удержать широкую аудиторию. Несмотря на это поклонники всегда оказывали интенсивную поддержку Big Country как культовой группе, что видно из обманчиво обширной дискографии после 1990 года (она в основном состоит из концертных альбомов и раритетных синглов).
В 90-е годы группа стала часто открывать выступления других — более знаменитых — исполнителей, например, таких, как Rolling Stones и The Who. Большую озабоченность у любителей Big Country стало вызывать состояние здоровья Стюарта Адамсона, который, — как сообщалось в прессе, — пытался побороть алкогольную зависимость. Он развёлся со своей первой женой, которая позже часто рассказывала корреспондентам шотландских и английских таблоидов о его «ужасном пьянстве».
В 1995 Big Country выпустили ещё один альбом — Why the Long Face?, а в 1999 последнюю студийную работу — Driving to Damascus (в США слегка изменённый вариант назывался John Wayne’s Dream). Сингл «Somebody Else» Стюарт Адамсон написал в соавторстве с лидером группы The Kinks Рэем Дэвисом. Адамсон заявил публично, что он разочарован тем, как был принят альбом и вскоре впал в депрессию. Он пропал из виду на некоторое время, затем объявился и сказал, что ему нужно отдохнуть.

### Прощальный тур. Смерть Стюарта Адамсона

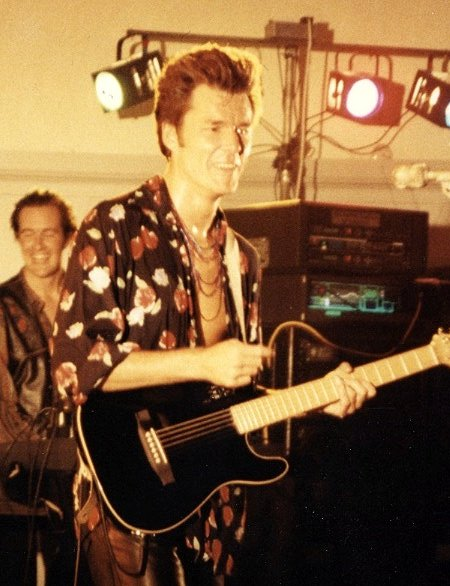
Стюарт Адамсон. 1991 год

Адамсон появился вновь, чтобы участвовать в прощальном туре Big Country под названием «Final Fling». Кульминацией стал концерт в Глазго 31 мая 2000 г. при полном зале. Хотя группа решила прекратить концертные выступления, это не означало распада Big Country. Их последнее совместное выступление состоялось в Куала-Лумпуре в октябре 2000.
Адамсон, тем временем, уехал в Нэшвилл (штат Теннеси), где вместе с Маркусом Хаммоном создал дуэт The Raphaels, который записал студийный альбом Supernatural (вышел 14 августа 2001).
В ноябре 2001 Адамсон снова куда-то исчез. На веб-сайте группы появлялись многочисленные обращения к нему с просьбой позвонить домой или выйти на кого-нибудь из участников Big Country, сотрудников звукозаписывающей компании, или связаться с его бывшей женой. Веб-сайт также обращался к поклонникам группы, знающим о его местонахождении, с просьбой сообщить координаты. Марк Бжезицкий и Тони Батлер были сильно обеспокоены. Главной причиной того, что группа просуществовала так долго, было невмешательство музыкантов в личную жизнь друг друга, поэтому они оба признались, что не подозревали о так далеко зашедших проблемах Адамсона.
Стюарт Адамсон был найден мёртвым в отеле Best Western Plaza в Гонолулу 16 декабря 2001 года. Сообщалось, что он покончил жизнь самоубийством.
Концерт в память о Стюарте Адамсоне прошел в Данфермлине в 2002 году. В нём приняли участие музыканты Big Country и The Skids, а также Стив Харли, Runrig, Мидж Юр и Билл Нелсон.

## Дискография

### Студийные альбомы
1. 1983 The Crossing
2. 1984 Steel Town
3. 1986 The Seer
4. 1988 Peace In Our time
5. 1991 No Place Like Home
6. 1993 The Buffalo Skinners
7. 1995 Why The Long Face?
8. 1999 Driving To Domascus

### Сборники (выборочно)
- Through a Big Country: The Greatest Hits (1990)
- The Collection (1993)
- Singles Collection Vol. 1: The Mercury Years ('83 — '84) (6 CD box set) (2002)
- Singles Collection Vol. 2: The Mercury Years ('84 — '88) (7 CD box set) (2002)
- Singles Collection Vol. 3: ('88 — '93) (7 CD box set) (2003)
- Singles Collection Vol. 4: ('91 — '00) (7 CD box set) (2003)

### Концертные альбомы (выборочно)
- Without the Aid of a Safety Net (1994)
- Brighton Rock (1997)
- Live at Wolverhampton (2000)

### Синглы
| 1982               | «Harvest Home»                      | 91 | —  | —  | —  | —  | —  | —  | —  | The Crossing         |
| 1983               | «Fields of Fire (400 Miles)»        | 10 | 26 | —  | —  | 52 | —  | —  | —  | The Crossing         |
| 1983               | «In a Big Country»                  | 17 | 34 | —  | —  | 17 | —  | 3  | 3  | The Crossing         |
| 1983               | «Chance»                            | 9  | —  | 18 | —  | —  | —  | —  | —  | The Crossing         |
| 1984               | «Wonderland»                        | 8  | —  | —  | —  | 86 | —  | 48 | —  | Wonderland           |
| 1984               | «East of Eden»                      | 17 | 49 | —  | —  | —  | —  | —  | —  | Steeltown            |
| 1984               | «Where the Rose Is Sown»            | 29 | —  | —  | —  | —  | —  | —  | —  | Steeltown            |
| 1985               | «Just a Shadow»                     | 26 | —  | —  | —  | —  | —  | —  | —  | Steeltown            |
| 1986               | «Look Away»                         | 7  | 11 | 14 | 18 | —  | —  | 5  | —  | The Seer             |
| 1986               | «The Teacher»                       | 28 | —  | —  | —  | —  | —  | —  | —  | The Seer             |
| 1986               | «One Great Thing»                   | 19 | —  | —  | —  | —  | —  | —  | —  | The Seer             |
| 1986               | «Hold the Heart»                    | 55 | —  | —  | —  | —  | —  | —  | —  | The Seer             |
| 1988               | «King of Emotion»                   | 16 | —  | —  | —  | —  | 11 | 20 | 90 | Peace in Our Time    |
| 1988               | «Broken Heart (Thirteen Valleys)»   | 47 | —  | —  | —  | —  | —  | —  | —  | Peace in Our Time    |
| 1989               | «Peace in Our Time»                 | 39 | —  | —  | —  | —  | —  | —  | —  | Peace in Our Time    |
| 1990               | «Save Me»                           | 41 | —  | —  | —  | —  | —  | —  | —  | Non-album song       |
| 1990               | «Heart of the World»                | 50 | —  | —  | —  | —  | —  | —  | —  | Non-album song       |
| 1991               | «Republican Party Reptile»          | 37 | —  | —  | —  | —  | —  | —  | —  | No Place Like Home   |
| 1991               | «Beautiful People»                  | 72 | —  | —  | —  | —  | —  | —  | —  | No Place Like Home   |
| 1993               | «Alone»                             | 24 | —  | —  | —  | —  | —  | —  | —  | The Buffalo Skinners |
| 1993               | «Ships (Where Were You)»            | 29 | —  | —  | —  | —  | —  | —  | —  | The Buffalo Skinners |
| 1993               | «The One I Love»                    | —  | —  | —  | —  | —  | 17 | 34 | —  | The Buffalo Skinners |
| 1995               | «I’m Not Ashamed»                   | 69 | —  | —  | —  | —  | —  | —  | —  | Why the Long Face    |
| 1995               | «You Dreamer»                       | 68 | —  | —  | —  | —  | —  | —  | —  | Why the Long Face    |
| 1999               | «Fragile Thing» (with Eddie Reader) | 69 | —  | —  | —  | —  | —  | —  | —  | Driving to Damacus   |
| "—"не были в чарте |                                     |    |    |    |    |    |    |    |    |                      |